# Idaea lambessata
Idaea lambessata là một loài bướm đêm trong họ Geometridae.